# Кенџи Шимизу
Кенџи Шимизу (јап. 清水 健二) је оснивач тендорју аикидоа. Рођен је 1940. Тенду, област Фукуока, Јапан. Са 13 година почео је да се бави џудоом, а после десет година је освојио 4. дан кодокан.
Године 1962. дипломирао је на Универзитету Меиџи. Следеће године почео је да вежба аикидо као последњи учидеши (лични ученик) оснивача аикидоа, О'сенсеја Морихеја Уешибе.
Године 1969. после Уешибине смрти, Шимизу је основао независну школу борилачких вештина — „Шимизу“ доџо на Сангенџаји у Токију. Шест година касније доџо мења име у „Тендокан“.
Године 1987. Јапанска будо федерација додељује Шимизуу 8. дан степен. Тренутно, Шимизу је један он највише ранкираних аикидока на свету.
Европу је први пут посетио 1978, држећи семинаре у тадашњој Западној Немачкој, а годинама касније и у тадашњој Југославији, Холандији, Белгији, Аустрији, Француској и другим земаљама. Године 1982. Тендокан доџо је постао централни доџо за тендорју аикидо. Те исте године Шимизу је дошао први пут у Југославију где је одржао семинар у Умагу (Хрватска). До 1989. редовно је држао семинаре у Београду. Након 1989, због политичке ситуације у земљи, обуставио је своје посете. Поново се вратио 1998.
Године 1994, поводом 25 година од оснивања свог доџоа, одржао је аикидо демонстрацију у Меморијалном центру Меиџи у Токију.
Године 2002. јапанско Министарство иностраних послова је доделило Шимизуу награду за вишеструки допринос међународним културним активностима. Исте године је у име царске породице позван на свечану прославу у башти царске палате, на којој му се цар лично захвалио на великом доприносу. 
Сенсеј Шимизу је у сарадњи са Шигеом Каматом написао књигу „Зен и аикидо“ ("Zen and Aikido".  978-4-900586-13-0.). 